# Milhostov
Milhostov är en ort i Tjeckien.   Den ligger i regionen Karlovy Vary, i den västra delen av landet, 140 km väster om huvudstaden Prag. Milhostov ligger 446 meter över havet och antalet invånare är 344.
Terrängen runt Milhostov är huvudsakligen platt, men norrut är den kuperad.Runt Milhostov är det ganska tätbefolkat, med 179 invånare per kvadratkilometer. Närmaste större samhälle är Cheb, 10,2 km sydväst om Milhostov. Omgivningarna runt Milhostov är en mosaik av jordbruksmark och naturlig växtlighet.